# Flecha de Heist 2018
La 11.ª edición de la clásica ciclista Flecha de Heist (llamado oficialmente: Market Heistse Pijl), fue una carrera en Bélgica que se celebró el 2 de junio de 2018 sobre un recorrido de 191,7 kilómetros con inicio y final en la ciudad de Lannilis.
La carrera hizo parte del UCI Europe Tour 2018, dentro de la categoría 1.1
La carrera fue ganada por el corredor letón Emīls Liepiņš del equipo ONE Pro Cycling, en segundo lugar Wouter Wippert (Roompot-Nederlandse Loterij) y en tercer lugar Aksel Nõmmela (BEAT Cycling Club).

## Equipos participantes
Tomaron parte en la carrera 21 equipos: 1 de categoría UCI WorldTeam; 5 de categoría Profesional Continental; y 15 de categoría Continental. Formando así un pelotón de 131 ciclistas de los que acabaron 78. Los equipos participantes fueron:
| WorldTeam- Lotto Soudal Equipos continentales profesionales (5)- WB-Aqua Protect-Veranclassic - Roompot-Nederlandse Loterij - Wanty-Groupe Gobert - Sport Vlaanderen-Baloise - Vérandas Willems-Crelan Equipos continentales (15)- Cibel-Cebon - SEG Racing Academy - Pauwels sauzen-Vastgoedservice Continental Team - BEAT Cycling Club - Bennelong-SwissWellness-Cervélo - Team CCB Foundation–Sicleri - ONE Pro Cycling - Sovac-Natura4Ever - T.Palm-Pôle Continental Wallon - Tarteletto-Isorex - Coop - Telenet-Fidea Lions - Start-Gusto Cycling Team - Differdange-Losch - Wiggins |
| |

## Clasificación final
- Las clasificaciones finalizaron de la siguiente forma:[4]

| \| Clasificación general \| Clasificación general \| Clasificación general \| Clasificación general \| Clasificación general \| \| Ciclista \| Ciclista \| Equipo \| Tiempo \| \| \| --------------------- \| --------------------- \| ------------------------------ \| --------------------- \| --------------------- \| \| 1.º \| Emīls Liepiņš \| ONE Pro Cycling \| 4 h 07 min 47 s \| \| \| 2.º \| Wouter Wippert \| Roompot-Nederlandse Loterij \| + 0 s \| \| \| 3.º \| Aksel Nõmmela \| BEAT Cycling Club \| + 0 s \| \| \| 4.º \| Jens Adams \| Pauwels Sauzen-Vastgoedservice \| + 0 s \| \| \| 5.º \| Cees Bol \| SEG Racing Academy \| + 0 s \| \| \| 6.º \| Thomas Pidcock \| Team Wiggins \| + 2 s \| \| \| 7.º \| Marcel Sieberg \| Lotto-Soudal \| + 7 s \| \| \| 8.º \| Jelle Mannaerts \| Tarteletto-Isorex \| + 7 s \| \| \| 9.º \| Gustav Höög \| Team Coop \| + 7 s \| \| \| 10.º \| Gerry Druyts \| Pauwels Sauzen-Vastgoedservice \| + 7 s \| \| |                 |                                |                 |
| |                 |                                |                 |
| Fuente: ProCyclingStats |                 |                                |                 |
| Clasificación general |                 |                                |                 |
| Ciclista | Ciclista        | Equipo                         | Tiempo          |
| 1.º | Emīls Liepiņš   | ONE Pro Cycling                | 4 h 07 min 47 s |
| 2.º | Wouter Wippert  | Roompot-Nederlandse Loterij    | + 0 s           |
| 3.º | Aksel Nõmmela   | BEAT Cycling Club              | + 0 s           |
| 4.º | Jens Adams      | Pauwels Sauzen-Vastgoedservice | + 0 s           |
| 5.º | Cees Bol        | SEG Racing Academy             | + 0 s           |
| 6.º | Thomas Pidcock  | Team Wiggins                   | + 2 s           |
| 7.º | Marcel Sieberg  | Lotto-Soudal                   | + 7 s           |
| 8.º | Jelle Mannaerts | Tarteletto-Isorex              | + 7 s           |
| 9.º | Gustav Höög     | Team Coop                      | + 7 s           |
| 10.º | Gerry Druyts    | Pauwels Sauzen-Vastgoedservice | + 7 s           |

## UCI World Ranking
La Flecha de Heist otorga puntos para el UCI Europe Tour 2018 y el UCI World Ranking, este último para corredores de los equipos en las categorías UCI WorldTeam, Profesional Continental y Equipos Continentales. Las siguientes tablas muestran el baremo de puntuación y los 10 corredores que obtuvieron más puntos:
| Posición              | 1.ª | 2.ª | 3.ª | 4.ª | 5.ª | 6.ª | 7.ª | 8.ª | 9.ª | 10.ª |
| Clasificación general | 125 | 85  | 70  | 60  | 50  | 40  | 35  | 30  | 25  | 20   |

| 1.º  | Emīls Liepiņš   | ONE                            | 125 |
| 2.º  | Wouter Wippert  | Roompot-Nederlandse Loterij    | 85  |
| 3.º  | Aksel Nõmmela   | BEAT CC                        | 70  |
| 4.º  | Jens Adams      | Pauwels Sauzen-Vastgoedservice | 60  |
| 5.º  | Cees Bol        | SEG Racing Academy             | 50  |
| 6.º  | Thomas Pidcock  | Wiggins                        | 40  |
| 7.º  | Marcel Sieberg  | Lotto Soudal                   | 35  |
| 8.º  | Jelle Mannaerts | Tarteletto-Isorex              | 30  |
| 9.º  | Gustav Höög     | Coop                           | 25  |
| 10.º | Gerry Druyts    | Pauwels Sauzen-Vastgoedservice | 20  |